# Mikael Uhre
Mikael Uhre (Ribe, 30 settembre 1994) è un calciatore danese, attaccante dei Philadelphia Union.

## Caratteristiche tecniche
centravanti ben strutturato fisicamente, nonostante la stazza presenta una buona velocità soprattutto in campo aperto che lo rende insidioso nei contropiedi, in possesso anche di un buon fiuto del gol è particolarmente freddo sottoporta e veloce nelle situazioni di ribattuta.

## Carriera

### Club
Asante iniziò la carriera nel SønderjyskE e, nel 2014, passò in prestito per metà stagione allo Skive per poi concludere la stagione allo SønderjyskE. Il 17 luglio 2015 ritornò a titolo definitivo allo Skive per una stagione dove impressionò così tanto da convincere il SønderjyskE a riacquistarlo dove ha firmato un triennale.
Il 27 gennaio 2022 firma per il Philadelphia Union.

### Nazionale
Il 15 novembre 2021 ha esordito in nazionale maggiore in occasione della sconfitta per 2-0 contro la Scozia.

## Palmarès

### Club
- Campionato danese: 1

Brøndby: 2020-2021

### Individuale
- Capocannoniere del campionato danese: 1

2020-2021 (19 reti)